# Lívio Andrônico
Lívio Andrônico  (em latim Lucius Livius Andronicus; 284 a.C. — 204 a.C.) foi um escritor épico romano de origem grega.
É considerado o fundador da poesia épica romana. A sua primeira obra foi, em 240 a.C., uma tradução para o latim de um drama grego. A sua contribuição fundamental para a épica greco-latina é a tradução da Odisseia de Homero para o verso latino típico, o satúrnio. Trata-se da primeira obra épica em latim, precursora da obra de Névio. Também compôs tragédias a partir de modelos gregos. Traduziu a Odisseia de Homero para o latim, em versos saturinos, para o uso em escolas romanas, e compôs hinos em latim a mando do Senado.

## Resenha biográfica
Da  sua vida, há poucos dados seguros. Trata-se provavelmente de um grego, nascido c. 284 a.C. em Taras (atual Tarento) e levado como prisioneiro de guerra, jovem ainda - 272 a.C.-, para Roma, depois da queda da sua cidade natal. Foi escravo de uma família nobre da gente Lívia. Ao ser liberto, adotou o nome do seu antigo patrão. Chegou a ser o primeiro mestre grego de Roma.
Em Roma foi mestre dos filhos do seu senhor, ofício que lhe valeu a liberdade e a adoção do nome do seu patrono e protetor, Lúcio Lívio, talvez o pai de Marco Lívio Salinador, vencedor de Asdrúbal Barca na Batalha do Metauro em 207 a.C. Para celebrar essa vitória, encarregou-lhe a composição de um hino em honra de Juno, para o qual Lívio usou a forma do partênio (do grego párthenoi). Em razão das datas de tais eventos, data-se geralmente a sua morte uns anos depois, c. 204 a.C.

## Obra
Apesar de a sua obra estar praticamente perdida - apenas se conservam cerca de um centena de versos dispersos - Andrônico é citado pelos autores latinos posteriorescomo o introdutor em Roma de gêneros literários gregos tão diversos quanto a poesia épica, a tragédia, a comédia e até mesmo a poesia lírica.
Segundo Cícero, a atividade literária de Andrônico teve o seu começo em 240 a.C. Nessa data foram-lhe encomendadas pelo menos uma comédia e uma tragédia que ele próprio representou como ator por ocasião dos ludi romani celebrados após a vitória romana na Primeira Guerra Púnica. Este ensaio, que muito provavelmente consistiria numa tradução não isenta de originalidade de obras gregas, teve sucesso, pois a partir dessa data se sucederam as adaptações de temas e metros gregos para o latim. Com esta técnica foram surgindo obras das quais apenas se conhece pouco mais do que o título. As tragédias Achilles, Aegisthus, Aiax, Andromeda, Danae, Equos Troianus, Hermiona, Tereus e talvez Ino. Editam-se como seus os fragmentos das comédias Gladiolus, Ludius, Virgo.
Possivelmente anterior a esta atividade foi a sua versão da Odisseia Homérica, texto sobre o qual de ter girado a sua atividade docente na escola. Dos apenas 50 versos preservados desta obra é possível concluir que:
- não foi escrita em hexâmetros datílícos, mas em verso Satúrnio, metro quantitativo de características polêmicas: de origem itálica, talvez etrusca, para uns; não isento de influências gregas para orientações mais atuais.
- o poeta visava romanizar a epopeia. Divindades gregas identificam-se com deuses romanos: Hermes é Mercúrio ; Cronos, Saturno, as musas identificam-se com as Camenas.

A sua obra está à base de toda a épica romana e foi estudada na escola de geração em geração pelo menos até finais do século I a.C. Da sua vigência nos dão fé homens desta época como Cícero e Horácio.